# Tour of China I 2016
Die 13. Tour of China I 2016 war ein chinesisches Straßenradrennen. Das Etappenrennen fand vom 9. bis zum 16. September 2016 statt. Zudem gehörte das Radrennen zur UCI Asia Tour 2016 und dort in der Kategorie 2.1 eingestuft.

## Teilnehmende Mannschaften
| Professional Continental Teams (3)- Nippo-Vini Fantini - Team Novo Nordisk - Androni Giocattoli-Sidermec Continental Teams (19)- Alpha Baltic-Maratoni.lv - Rietumu-Delfin - Kolss-BDC - Minsk Cycling Club - ColoQuick-Cult - Amore & Vita-Selle SMP - Avanti IsoWhey Sports - Kenyan Riders Downunder - Stradalli-Bike Aid - Astana City - Terengganu Cycling Team - LX Cycling Team - HKSI - RTS-Monton Racing - Wisdom-Hengxiang - Beijing XDS-Innova Cycling Team - Hy Sport-Look - Lvshan Landscape - Hainan Jilun-Shakeland |
| |

## Etappen
| Etappe    | Datum    | Etappenorte         | type                 | Länge (km) | Etappensieger    | Gesamtführender  |
| --------- | -------- | ------------------- | -------------------- | ---------- | ---------------- | ---------------- |
| 1. Etappe | 9. Sep.  | Tianjin – Tianjin   | Flachetappe          | 109,2      | Marco Benfatto   | Marco Benfatto   |
| 2. Etappe | 10. Sep. | Weichang – Fengning | Mittelschwere Etappe | 157,8      | Marco Benfatto   | Marco Benfatto   |
| 3. Etappe | 12. Sep. | Banan – Banan       | Hochgebirgsetappe    | 114,7      | Raffaello Bonusi | Raffaello Bonusi |
| 4. Etappe | 13. Sep. | Bazhong – Pingchang | Hochgebirgsetappe    | 157,4      | Mattia De Marchi | Raffaello Bonusi |
| 5. Etappe | 14. Sep. | Leshan – Leshan     | Mittelschwere Etappe | 138,6      | Nicolas Marini   | Raffaello Bonusi |
| 6. Etappe | 16. Sep. | Xinzhou – Xinzhou   | Flachetappe          | 99,6       | Marco Benfatto   | Raffaello Bonusi |

## Wertungstrikots
| Etappe         | Etappensieger    | Gesamtwertung    | Punktewertung  | Bergwertung           | Bester Chinese | Teamwertung    |
| -------------- | ---------------- | ---------------- | -------------- | --------------------- | -------------- | -------------- |
| 1              | Marco Benfatto   | Marco Benfatto   | Marco Benfatto | Meiyin Wang           | Ma Guangtong   | Astana City    |
| 2              | Marco Benfatto   | Marco Benfatto   | Marco Benfatto | Meiyin Wang           | Meiyin Wang    | Astana City    |
| 3              | Raffaello Bonusi | Raffaello Bonusi | Marco Benfatto | Mauricio Ortega       | Meiyin Wang    | ColoQuick-Cult |
| 4              | Mattia de Marchi | Raffaello Bonusi | Marco Benfatto | Maral-erdene Batmunkh | Meiyin Wang    | ColoQuick-Cult |
| 5              | Nicolas Marini   | Raffaello Bonusi | Marco Benfatto | Maral-erdene Batmunkh | Meiyin Wang    | ColoQuick-Cult |
| 6              | Marco Benfatto   | Raffaello Bonusi | Marco Benfatto | Maral-erdene Batmunkh | Meiyin Wang    | ColoQuick-Cult |
| Wertungssieger | Wertungssieger   | Raffaello Bonusi | Marco Benfatto | Maral-erdene Batmunkh | Meiyin Wang    | ColoQuick-Cult |